# 24969 Lucafini
24969 Lucafini è un asteroide della fascia principale. Scoperto nel 1998, presenta un'orbita caratterizzata da un semiasse maggiore pari a 2,5979769 UA e da un'eccentricità di 0,1163347, inclinata di 14,12298° rispetto all'eclittica.